# Kétlevelű sarkvirág
A kétlevelű sarkvirág (Platanthera bifolia) a kosborfélék családjába tartozó, Eurázsiában honos, erdőkben, réteken egyaránt előforduló, Magyarországon védett növényfaj.

## Megjelenése
A kétlevelű sarkvirág 15–45 cm magas, lágyszárú, évelő növény. Ikergumói a talajban találhatók. A viszonylag vékony száron 2-4 apró, árszerű lomblevél nő. Általában két (ritkábban egy vagy három) tőlevelet fejleszt, amelyek 12-18 cm hosszúak, 4-6 cm szélesek, alakjuk hosszú vagy visszás tojásdad, ép szélűek, fényeszöldek, rövid nyélbe keskenyednek. 
Május-júniusban virágzik. Laza fürtvirágzatát 14-22 illatos, fehér, zöldesfehér vagy zöldessárga virág alkotja. A külső lepellevelek középső tagja és a két belső lepellevél sisakká borul össze. A külső lepellevelek 8-12 mm hosszúak és 3-5 mm szélesek. A belső lepellevelek hossza 6-9 mm, szélessége 2-3,5 mm. A portok két rekesze párhuzamos, igen közel állnak egymáshoz. A mézajak keskeny, ívben lehajló, széle ép, hossza 8-13 mm, szélessége 2,5-3,5 mm. Sarkantyúja elkeskenyedő, szálas-hegyes csúcsban végződik, egyenes vagy lefelé görbül, színe zöldessárga, hossza 24-32 mm, vastagsága 0,4-1,4 mm.  
Termése 13-17 mm hosszú, 3-4,5 mm széles toktermés, benne átlagosan 6100 (630-18500) apró maggal.

### Hasonló fajok
A zöldes sarkvirág (Platanthera chlorantha), nagy termetű, erősebb illatú, a Nyugat-Dunántúlon él nagyobb számban, bázikus talajokon.

## Elterjedése
Eurázsiai elterjedtségű faj. Nyugat-kelet irányban a Brit-szigetektől a Kaukázusig és a Himalájáig, észak-délen Észak-Skandináviától Dél-Olaszországig és Törökországig található meg. Európában 2500 m magasságig hatol. Magyarországon inkább domb- és hegyvidéki növény, ritkábban (állományai mintegy 12%-ában) síkságon is megtalálható. A Nagy-Alföld kivételével az egész országban előfordul.  

## Életmódja
Erdőkben, valamint ligetekben, réteken egyaránt megtalálható. Élőhelyei a bükkösök, gyertyános- és száraz tölgyesek, karszt- és sziklaerdők, telepített fenyvesek, ligeterdők, fűzlápok, szőrfűgyepek, hegyi láprétek és mocsárrétek. A talaj kémhatására nem érzékeny, élőhelyein pH 4,6-8,0 között mérték (átlagosan pH 6,3).    
Hajtásai a csírázás után 3-4 évvel jelennek meg a felszínen. Ekkorra fejlődik ki az első lomblevele, gumója, valamint 1-2 járulékos gyökere. Az első virágzásra a csírázás után 6-11 évvel kerül sor. A virágzás utáni évben legtöbbször csak vegetatív hajtást fejleszt, de azt is megfigyelték már, hogy egymás után 6 évben is hozott virágot. Aszály vagy kártevő támadása esetén egyáltalán nem hajthat ki a következő évben és a föld alatt lappang. A virágzó példányok arányát az egyes állományokban 22-65% közöttinek mérték. Élettartama 20-27 év. 
Erősen mikotróf, fejlődéséhez feltétlenül szüksége van a gombaszimbionta jelenlétére, különösen életciklusa elején. Gyökerében a gombainfekció intenzitása elérheti a 75%-ot. Magyarországon Tulasnella, Olaszországban Thanatephorus gombafajokat mutattak ki partnereként.   
Levelei március-áprilisban jelennek meg. Május elejétől július elejéig virágzik, középnapja június 7. A levelek szeptember-októberben halnak el. Elsősorban szenderek (fenyőszender, szőlőszender, piros szender), ritkábban éjszakai bagolylepkék porozzák be. A megtermékenyülés hatékonysága 60-90% közötti. Vegetatív szaporodása ritka. 

## Természetvédelmi helyzete
A kétlevelű sarkvirág viszonylag nagy területen elterjedt és helyenként eléggé gyakori, bár az utóbbi időben visszaszorulóban van. A Természetvédelmi Világszövetség Vörös listáján "nem fenyegetett" státusszal szerepel. Elsősorban élőhelyei elvesztése, a rétek beerdősülése jelent fenyegetést számára. Magyarországon eddig összesen 600, 1990 óta 530 állományát mérték fel, visszaszorulása 12%-os. Teljes hazai egyedszáma százezres nagyságrendőre becsült. 1988 óta védett, természetvédelmi értéke 5 000 Ft.

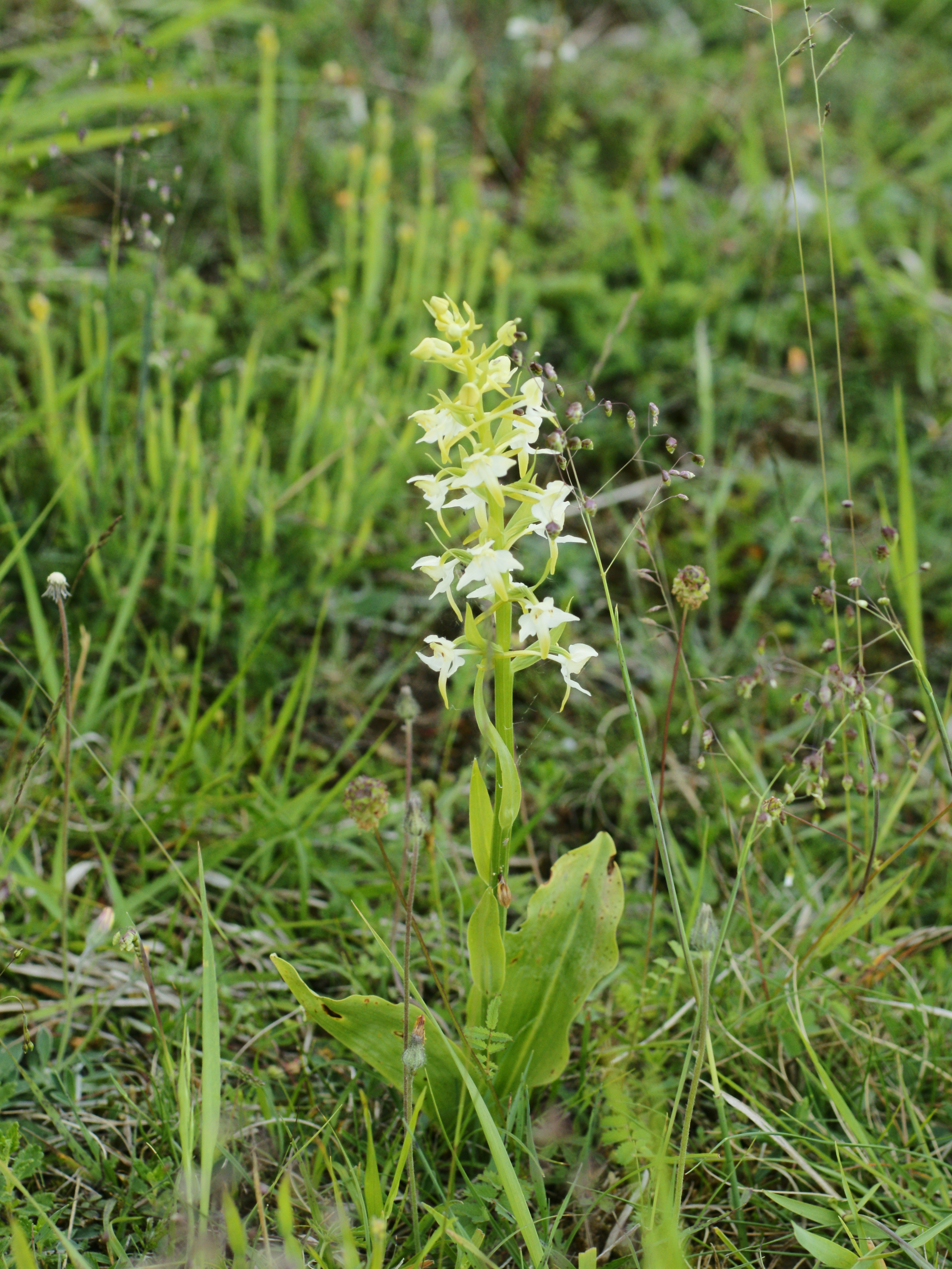
Habitusa
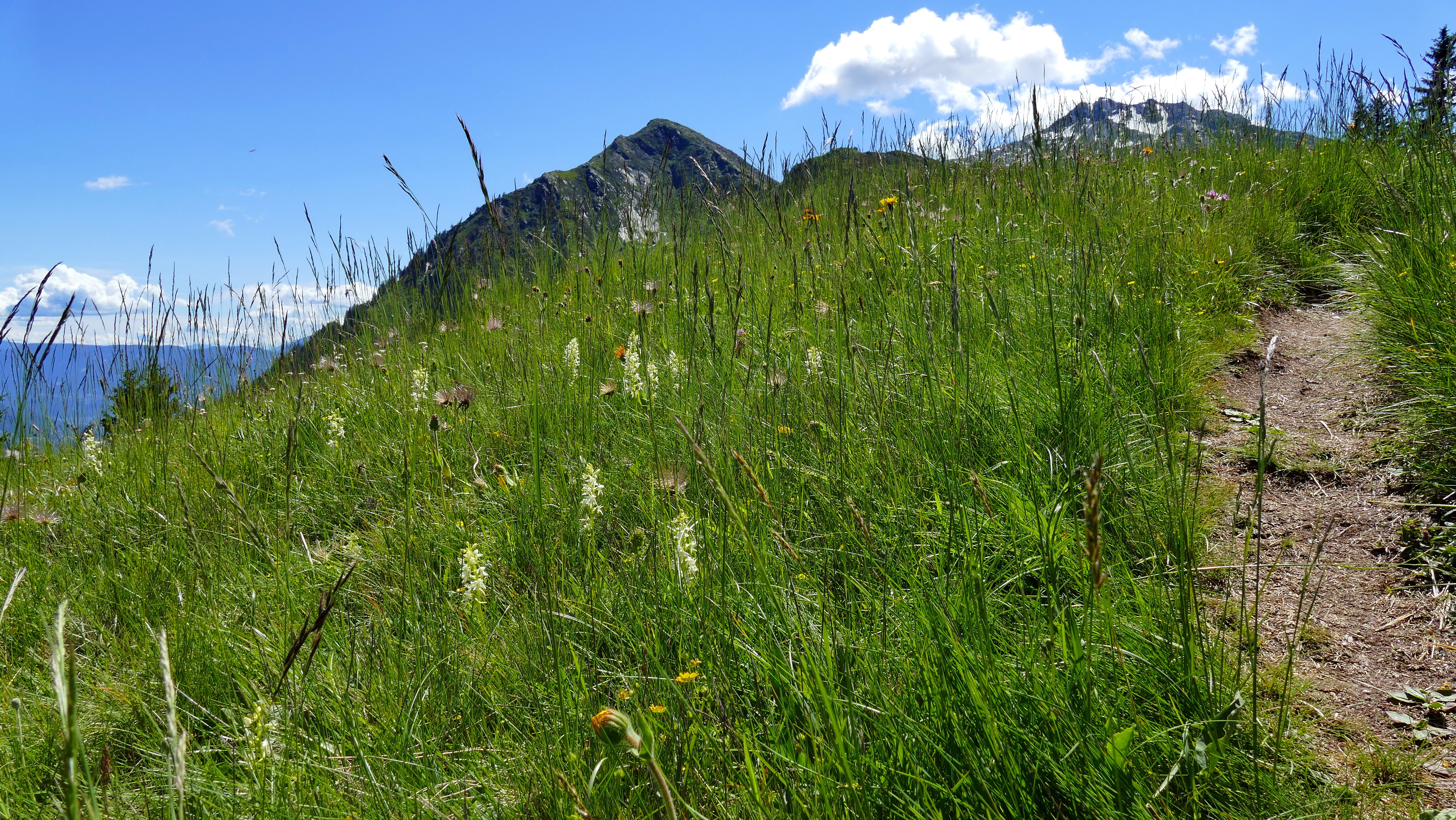
Élőhelye
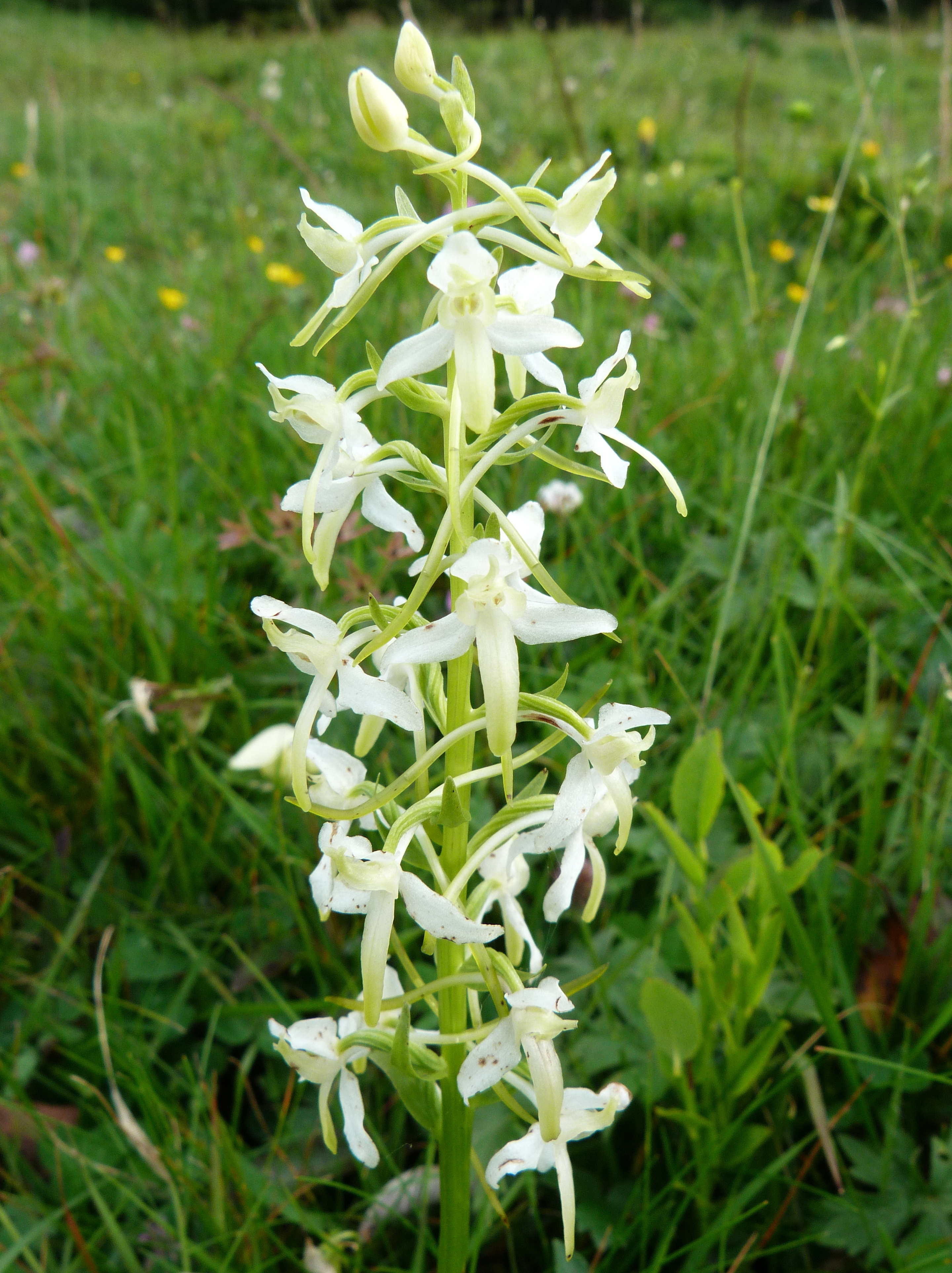
Virága
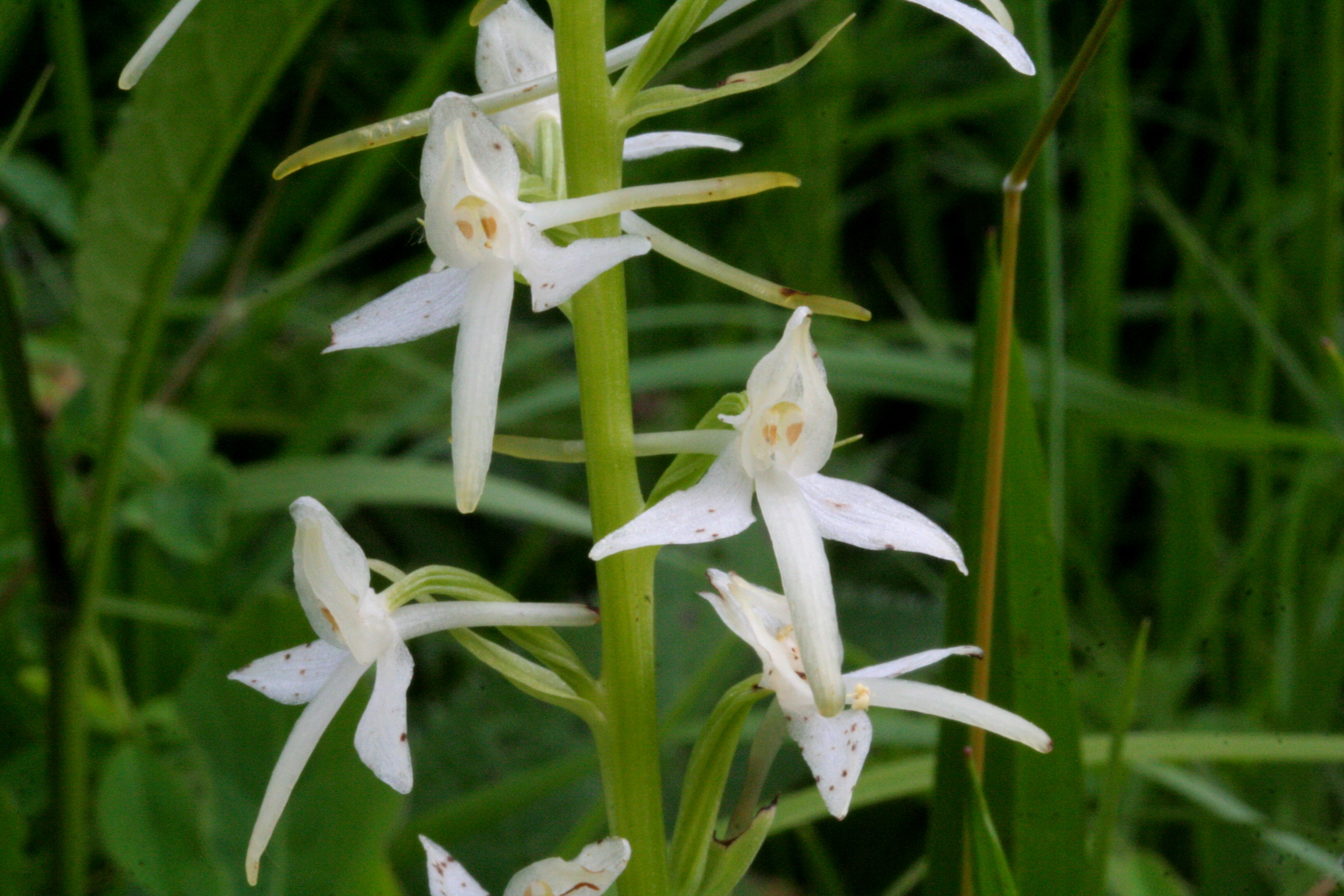
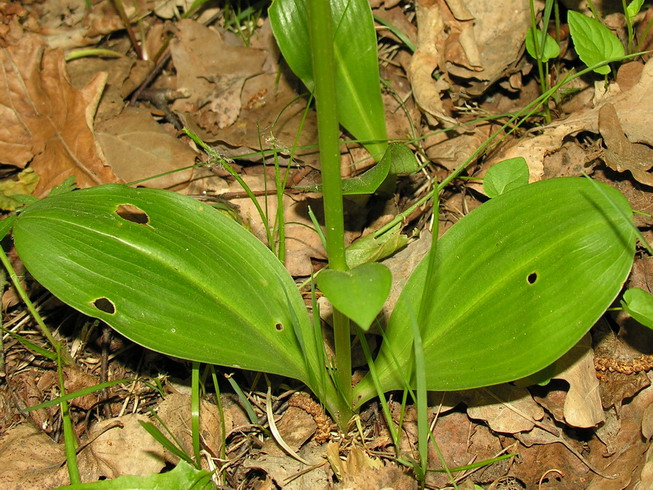
Levelei
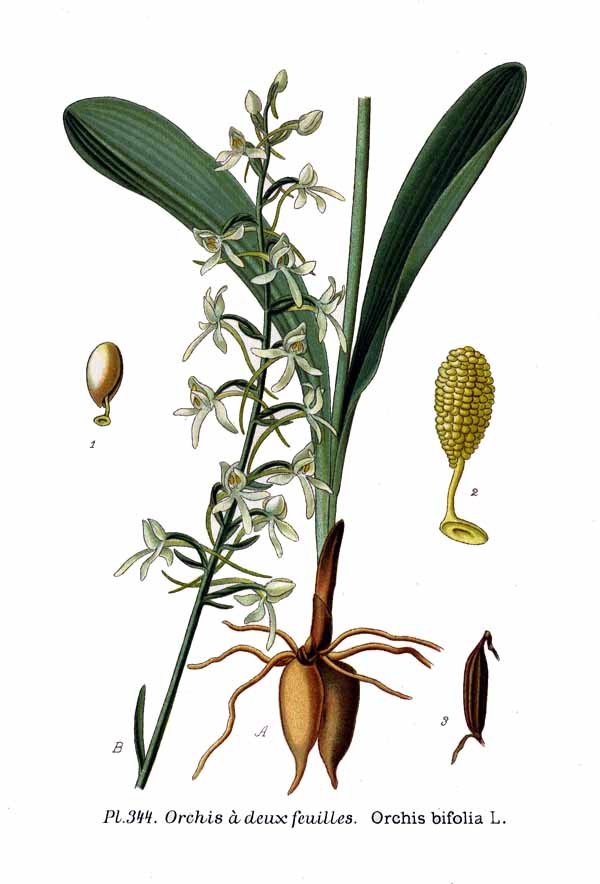
Ábrázolása egy francia botanikakönyvben (1891)